# أماندا شو
أماندا شو (بالإنجليزية: Amanda Shaw)‏ هي عازفة كمان ‏ ومغنية أمريكية، ولدت في 2 أغسطس 1990 في بوسطن في الولايات المتحدة.

## وصلات خارجية
- الموقع الرسمي
- أماندا شو على موقع IMDb (الإنجليزية)
- أماندا شو على موقع ميوزك برينز (الإنجليزية)
- أماندا شو على موقع أول ميوزيك (الإنجليزية)
- أماندا شو على موقع ديسكوغز (الإنجليزية)
- أماندا شو على موقع قاعدة بيانات الفيلم (الإنجليزية)